# Atletismo nos Jogos Pan-Americanos de 1979 - Revezamento 4x100 m feminino
A prova do revezamento 4x100 m feminino nos Jogos Pan-Americanos de 1979 foi realizada em San Juan, Porto Rico.

## Medalhistas
| Ouro                                                                                  | Prata                                                                    | Bronze                                                               |
| USA Estados Unidos Valerie Brisco Chandra Cheeseborough Brenda Morehead Karen Hawkins | JAM Jamaica Lelieth Hodges Rosie Allwood Carmetta Drummond Merlene Ottey | CUB Cuba Eloína Echevarría Isabel Taylor Marta Zulueta Silvia Chivás |

### Final
| Posição           | Nação                    | Nomes                                                                 | Tempo | Notas |
| ----------------- | ------------------------ | --------------------------------------------------------------------- | ----- | ----- |
| Medalha de ouro   | USA Estados Unidos       | Valerie Brisco, Chandra Cheeseborough, Brenda Morehead, Karen Hawkins | 43.30 |       |
| Medalha de prata  | JAM Jamaica              | Lelieth Hodges, Rosie Allwood, Carmetta Drummond, Merlene Ottey       | 44.18 |       |
| Medalha de bronze | CUB Cuba                 | Eloína Echevarría, Isabel Taylor, Marta Zulueta, Silvia Chivás        | 46.26 |       |
| 4                 | BRA Brasil               |                                                                       | 46.98 |       |
| 5                 | DOM República Dominicana |                                                                       | 47.25 |       |